# Stellinga
Stellinga (Kamerad, Genosse) war die Selbstbezeichnung der Aufständischen in dem nach ihnen benannten Stellingaaufstand in Altsachsen von 841 bis 845. Darin erhoben sich die niederen sächsischen Stände der Frilinge (Freie Bauern) und Laten (Halbfreie) gegen den mit den Franken kooperierenden sächsischen Adelsstand. Ziel der Aufständischen war vorrangig die Wiederherstellung ihres ursprünglichen Rechts auf politische Teilhabe, das 50 Jahre vorher im Zuge der Zwangschristianisierung durch Karl den Großen beseitigt worden war. Der Aufstand erfasste das gesamte Sachsenland, drohte den Adelstand und die Kirche in Sachsen zu beseitigen und gefährdete den Herrschaftsanspruch der Karolinger in Sachsen. Ab 842 wurde er vom sächsischen Adel, teilweise mit fränkischer Hilfe, blutig niedergeschlagen.

## Entstehung
Die Entstehung des Aufstandes beruhte auf sozialen Spannungen unter den sächsischen Ständen, der Zeitpunkt ist auf die Schwächung des sächsischen Adelsstandes bei gleichzeitiger Einberufung aller Frilinge und Laten zu den Waffen zurückzuführen. 
Die sächsische Bevölkerung gliederte sich im 8. Jahrhundert in drei Stände, die vom fränkischen Geschichtsschreiber Nithard auf sächsisch als edhilingui, frilinge und lazzi bezeichnet werden. Ursprünglich war das System durchlässig. Zudem nahmen alle Stände an der politischen Willensbildung teil. Als Ergebnis der Sachsenkriege Karls des Großen wurde der soziale Status des Adelsstandes massiv aufgewertet. Dieser hatte sich an der Niederwerfung Sachsens auf fränkischer Seite beteiligt, nahm den christlichen Glauben der Sieger an und wurde zum alleinigen Träger des politischen Willens. Dagegen blieben Frilinge und Laten dem alten Glauben und den überkommenen Sitten und Gebräuchen verhaftet. Außerdem verloren die unteren Stände ihr politisches Mitbestimmungsrecht, denn in der von Karl dem Großen erlassenen Capitulatio de partibus Saxoniae wurden die Thingversammlungen untersagt, auf denen die Frilinge und Laten an Entscheidungen über Kriegsführung oder Rechtsprechung beteiligt waren. 
Der Ausbruch des Aufstandes wurde begünstigt durch den Karolingischen Brüderkrieg 840–843, der zu einer Spaltung des sächsischen Adels geführt hatte. Während der überwiegende Teil der sächsischen Großen um die Hattonen sowie Bischof Otgar von Mainz mit ihren bedeutenden sächsischen Gefolgschaften auf der Seite Lothars I. standen, beschränkte sich die Zahl der Anhänger Ludwigs des Deutschen auf die Bardonen und die Ekbertiner. Als sich zum Jahreswechsel 840/841 abzeichnete, dass die Auseinandersetzungen auf eine kriegerische Auseinandersetzung zusteuerten, ließen beide Seiten die Frilinge und Laten zu den Waffen rufen. Überall in Sachsen bildeten sich daraufhin größere Gruppen Bewaffneter, deren Bereitschaft zum Kampf für eine fremde Sache vergleichsweise gering war. Da zudem offenkundig wurde, dass sie gegeneinander kämpfen sollten, weil die eigenen Anführer untereinander zerstritten waren, kam es zur offenen Revolte gegen den Adel.
Eine andere These für die Entstehung des Stellingaaufstandes wurde 2005 von Caspar Ehlers aufgestellt. Danach soll es sich bei den Aufständischen um die „[...] enttäuschten (zwangsweise?) integrierten Sachsen der ersten Stunde […]“ gehandelt haben. Sie seien die sächsischen Eliten gewesen, die auf die Versprechungen der Franken und des Christentums gesetzt und durch Schenkungen und Stiftungen einen Großteil ihres Besitzes verloren hätten. So hätten sie ihre Stellung als Eliten in Sachsen eingebüßt. Im Stellingaaufstand hätten sie versucht, ihre Stellung gegen die nun neu aufsteigenden und reich begüterten Adelsfamilien zu verteidigen, dies sei jedoch mit der Niederschlagung des Stellingaaufstandes gescheitert, so dass sich in der Folge eine neue Elite in Sachsen gebildet habe.

## Verlauf
Lothar I. gelang es, den Aufstand für sich nutzbar zu machen. Nach seiner Niederlage in der Schlacht von Fontenoy-en-Puisaye floh er nach Aachen und wandte sich im August 841 an die aufständischen Stellinga mit der Bitte um Unterstützung gegen die sächsischen Verbündeten Ludwigs II. des Deutschen. Im Gegenzug stellte er den Stellinga in Aussicht, die Ausübung ihrer alten Lebens- und Rechtsgewohnheiten und die Abkehr vom Christentum zu dulden. Damit legitimierte er den Aufstand, der nach fränkischem Recht einen Hochverrat darstellte.
Die Stellinga nahmen Lothars Angebot an. Dieser zog die mit ihm verbündeten sächsischen Adligen mit ihren Männern aus Sachsen ab, so dass sich der Aufstand der Stellinga in der Folge gegen die in Sachsen verbliebenen Anhänger Ludwig des Deutschen richtete, also Abt Warin von Corvey, dessen Bruder Cobbo und den Grafen Bardo mit ihren Anhängern. Den zeitgenössischen Quellen zufolge erfasste der Aufstand ganz Sachsen. Er drohte die fränkische Ordnung vollständig zu zerstören und den christlichen Glauben im Land auszurotten. Die Stellinga jagten und töteten die Angehörigen des Adels und schickten sich an, den verbliebenen Adel aus dem Land zu treiben. Ab Februar 842 begann sich das Blatt zu wenden. Der Winterfeldzug Lothars gegen seinen Bruder Karl erwies sich als Fehlschlag. Ohne Beute und als Verlierer kehrten Lothars Verbündete nach Sachsen zurück, wo sie in der von den Stellinga eingerichteten Verfassung keinen Platz mehr hatten. Rechts des Rheines hatte inzwischen Ludwig II. der Deutsche die Oberhand gewonnen. Nach dem vorläufigen Frieden mit seinem Bruder Lothar I., zu dem er nicht zuletzt durch die chaotischen Zustände in Sachsen gedrängt worden war, widmete er sich ab Sommer 842 den Verhältnissen in Sachsen. Von Worms aus entsandte er den Grafen Bardo nach Sachsen, um die zurückgekehrten sächsischen Großen nun für seine Seite zu gewinnen. Dazu versprach er ihnen, die fränkische Rechtsordnung in Sachsen wieder herzustellen und den sächsischen Adel wieder in seinen alten Stand einzusetzen. Nach der Niederschlagung des Aufstandes durch die Angehörigen des Adelsstandes marschierte Ludwig II. der Deutsche durch Sachsen und vernichtete alle, die noch Widerstand leisteten. Er ließ die Anstifter und Anführer gefangen nehmen und 140 von ihnen enthaupten, weitere 14 aufhängen und unzählige Aufständische entmannen, damit sie sich nie wieder erheben konnten. Trotz dieses auf Abschreckung gerichteten Terrors kam es im November 843 erneut zu Unruhen, die jedoch schnell niedergeschlagen wurden.

## Zeitgenössische Wahrnehmung
Mit vier unabhängig voneinander entstandenen Quellen berichten mehr zeitgenössische Schriftquellen vom Stellingaaufstand als von der Kaiserkrönung Karls des Großen. Der Franke Nithard schrieb in seinen bis 843 entstandenen Vier Bücher Geschichten, das Zustandekommen eines Friedens unter den drei Söhnen Ludwig des Frommen sei ohne die Aufstände in Sachsen nicht zu verstehen. Prudentius, Autor der Annalen von St. Bertin, hebt wie Nithard hervor, den Aufständischen sei es vorrangig darum gegangen, wie ihre Vorfahren vor der fränkischen Eroberung und Christianisierung Sachsens zu leben. Der friesische Kleriker Gerward betont in den Annales Xantenses die von dem Aufstand ausgehende Gefahr für den Fortbestand des sächsischen Adelsstandes. Auch Rudolf von Fulda, der Verfasser der entsprechenden Einträge in den Annales Fuldenses, beschreibt den Aufstand als illegitimen Versuch der Stellinga, ihre rechtmäßigen Herren zu vertreiben.